# Zytglogge

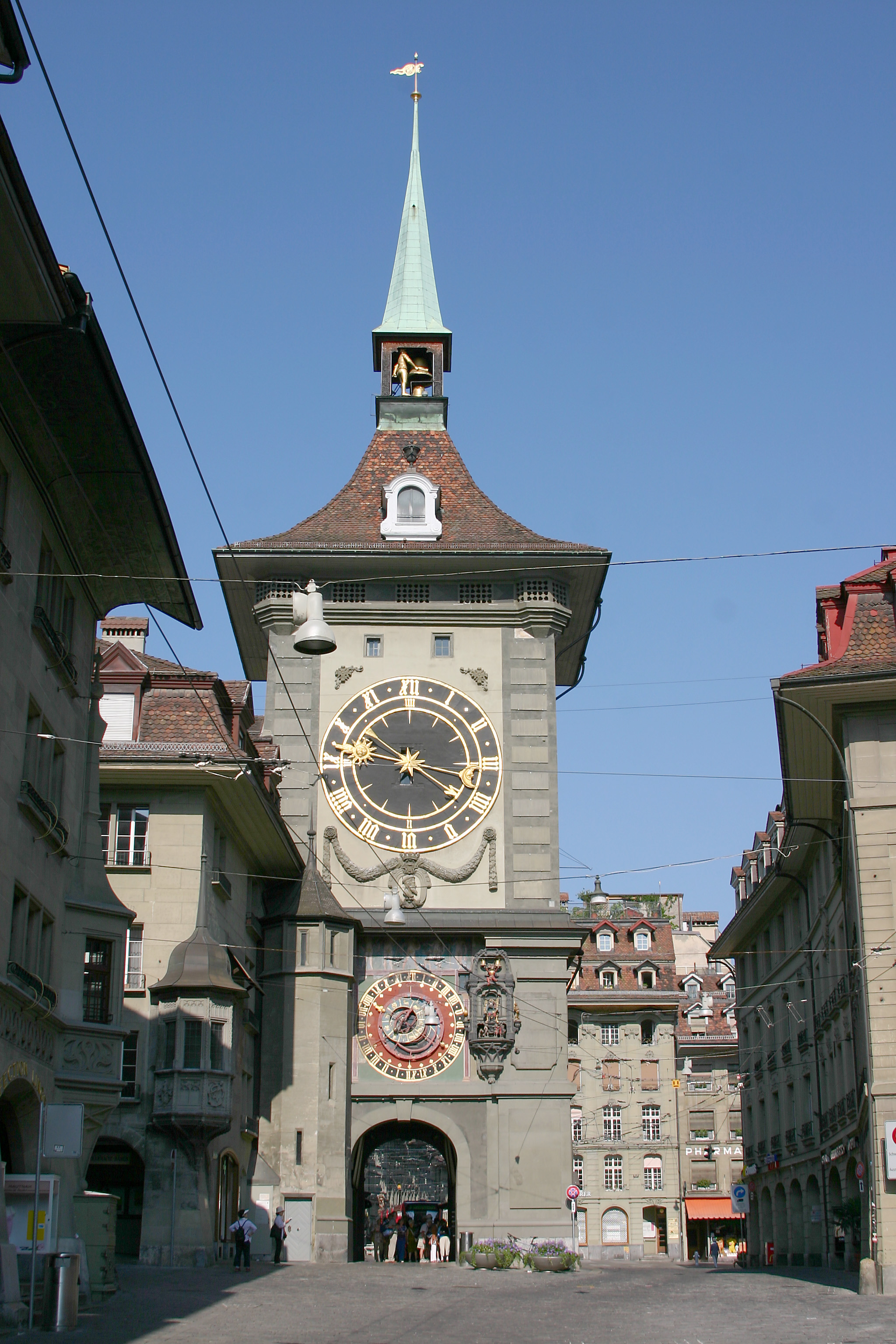
Zytglogge

De Zytglogge-toren is een toren in de binnenstad van Bern in Zwitserland. De naam is Bernduits voor Zeitglocke, dus tijdklok of uurwerk.

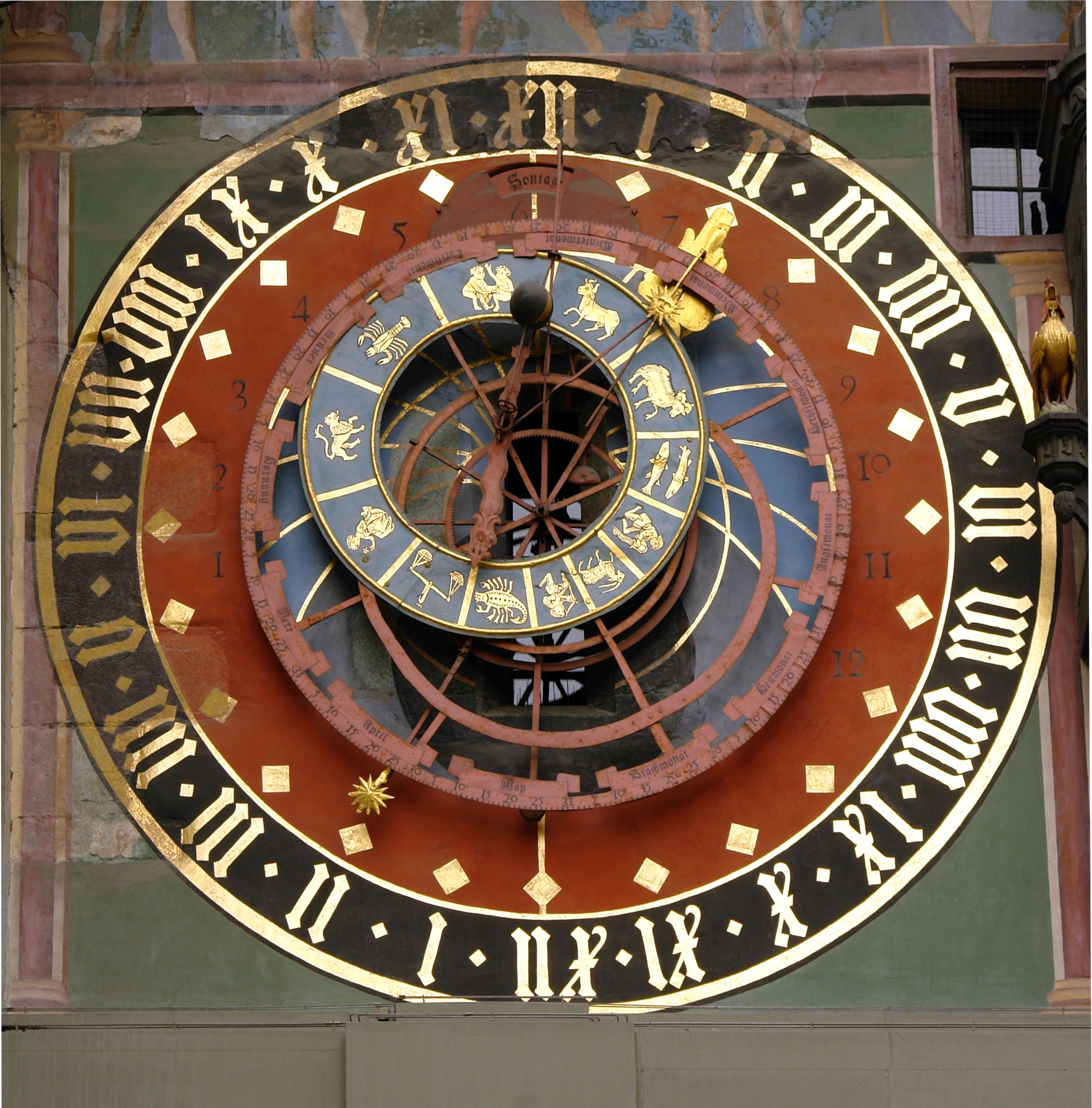
Astronomisch uurwerk

Hij is gebouwd rond de 12e en 13e eeuw. Hij heeft onder andere dienstgedaan als gevangenis en klokkentoren. Hij heeft een astronomisch uurwerk en is een bezienswaardigheid. Sinds 1985 is hij onderdeel van het historische stadshart, dat staat op de werelderfgoedlijst van UNESCO.